# Antônio Meliande
Antonio Meliande (Satriano di Lucania, 22 de abril de 1945 - Rio de Janeiro, 5 de janeiro de 2017) foi um diretor e um dos mais importantes fotógrafos do cinema brasileiro.

## Filmografia
- 1987 - Mônica e a Sereia do Rio - direção de fotografia[2]
- 1986 - Patrícia, Só Sacanagem
- 1986 - Sandra, a Libertina
- 1985 - Amante Profissional
- 1985 - A Grande Suruba
- 1985 - Prazeres Proibidos
- 1985 - Sexo Total
- 1984 - Bobeou... Entrou
- 1984 - O Delicioso Sabor do Sexo
- 1984 - De Pernas Abertas
- 1984 - Quando a B... Não Falta
- 1984 - Sexo Proibido
- 1983 - Curras Alucinantes
- 1983 - Tudo na Cama
- 1982 - Amado Batista em Sol Vermelho
- 1982 - Bonecas da Noite
- 1982 - As Gatas, Mulheres de Aluguel
- 1982 - A Primeira Noite de uma Adolescente
- 1982 - As Safadas
- 1982 - Vadias Pelo Prazer
- 1982 - Viúvas Eróticas
- 1981 - Anarquia Sexual
- 1981 - Lílian, a Suja
- 1981 - Prazeres Permitidos
- 1980 - Bacanal
- 1980 - Os Indecentes
- 1978 - Damas do Prazer
- 1977 - Escola Penal de Meninas Violentadas

## Prêmios

### Festival de Gramado
- 1975 - Premio de Melhor Fotografia por O Anjo da Noite

### Prêmio APCA
- 1983 - Melhor Fotografia por O Olho Mágico do Amor
- 1979 - Melhor Fotografia por Doramundo
- 1974 -  Melhor Fotografia por O Último Êxtase